# Gheorghe Ioanide
Gheorghe (sau George) Ioanide sau Ioanid sau Ioanidi (n. 1839, 1840-1845, Varna, Bulgaria – d. 1921) a fost un pictor român, elev al lui Gheorghe Tattarescu.
A făcut pictură religioasă în stilul neoclasicist al maestrului său, precum și portrete și tablouri de gen care vădesc preocuparea pentru studierea psihologiei modelelor și capacitatea de evocare a atmosferei („Portret de cărturar”, „Portretul lui Tattarescu”, „Atelierul pictorului”, 1900).

## Opera
Gheorghe Ioanide a fost elevul preferat al lui Gheorghe Tattarescu. Istoricul Ion Frunzetti a considerat că Ioanide ar fi fost chiar o rudă a sa ținând cont de aproprierea de nume cu soția sa Maria Ionidi - numele de fată. Gheorghe a fost folosit de Tattarescu la mai toate bisericile pe care le-a zugrăvit. Tattarescu l-a lăsat pe Ioanide să realizeze de la chenarele decorative și lucrările secundare cum erau pictarea veșmintelor de sfinți, până la pictura religioasă propriu-zisă. Pe măsură ce Tattarescu îmbătrânea, Ioanide realiza din ce în ce mai multe din scenele religoase pe care maestrul său le concepea. Elocventă în acest sens este biserica Sfântul Ilie din Craiova în care Tattarescu a fost înlocuit în contractul de zugrăvire cu Gheorghe Ioanide. Ion Frunzetti a considerat că Ioanide ajunsese la o tehnică perfecționată cu care realiza decorațiile murale la fel de bine ca maestrul său, fapt care i-a adus o stare de automulțumire. Ca dovadă, istoricul a menționat o scrisoare prin care artistul se mândrește cu această stare de fapt:
- ... Domnul Tattarescu va veni cât de des pentru a controla lucrarea și a se convinge că eu lucrez tot așa de bine și de conștiincios ca și când dumnealui era zilnic cu mine.

Pentru toți decoratorii de biserici care și-au desfășurat activitatea în cea de a doua jumătate a secolului al XIX-lea și începutul secolului al XX-lea, influența academismului practicat de Gheorghe Tattarescu a avut un rol determinant. După cum se știe ca urmare a analizelor pe care le-au făcut istoricii de artă de-a lungul timpului, numărul elevilor direcți sau indirecți ai acestuia nu a putut fi stabilit cu certitudine. Se poate vedea cu mai multă ușurință această influență în picturile murale existente în nenumărate biserici din România ale multor decoratori anonimi. Ca atare, au fost - Iacovache Constantinescu din Câmpulung Muscel care chiar dacă nu l-a avut profesor îi purta o admirație profundă, considerându-l o culme „nec plus ultra” a artei, sau Dimitrie Teodorescu, elev direct, care a lucrat împreună cu Tattarescu la Biserica Banului din Buzău. Toți aceștia s-au constituit în germenii dispersatori ai academismului promovat de maestrul român. În opinia istoricului de artă George Oprescu, niciunul din elevii lui Tattarescu nu s-a ridicat la un nivel artistic cel puțin comparabil cu acesta.
Gheorghe Ioanide a mai realizat în afară de pictură bisericească și pictură de gen și scene de interior. De văzut este lucrarea intitulată  Atelierul, realizată în stilul tabloului cu același nume făcut de Theodor Aman. Este un panou cu dimensiuni reduse făcut în anul 1900, lucrat minuțios, unde apare și pictorul împreună cu doi elevi de-ai săi. Ei sunt văzuți din spate, așezați pe niște scaune înalte, în fața unui șevalet. Activitatea lor sugerează copierea lucrărilor de pe pereții camerei, unde sunt expuse de la icoane la peisaje, scene de gen, etc., într-o perspectivă frontală. Reprezentarea are o curiozitate generată din structura compozițională și din mozaicul cromatic care s-a obținut prin juxtapunerea atâtor cadre inegale și variate. Diferențierea dintre o natură moartă și scena de interior a fost rezolvată de artist prin justa spațiere a planurilor în care elevii, câinele adormit printre palete și cărțile cu planșe și pensule, dau viață scenei prin volumele detașate de planul pereților și atitudinea personajelor care sugerează mișcarea. Lucrarea în sine, a menționat Frunzetti, este și un document al epocii care arată modul cum era organizat un atelier de pictură în România.

## Biserici pictate
Biserica "Dobroteasa", situată în centrul orașului București, datează din 1884. Pictura interioară e realizată de Gheorghe Ioanid.
Biserica Sfântul Ilie din Craiova, construită în 1720 de vornicul Ilie Oteteleșanu și marii negustori ai orașului, fusese zugrăvită inițial de pictorul Constantin Lecca între anii 1840 - 1841. După restaurarea din 1893, pictura a fost refăcută de Gheorghe Ioanid și Gheorghe Tattarescu.
Biserica „Maioreasa” cu hramul „Adormirea Maicii Domnului" din Drobeta-Turnu Severin s-a zidit din temelie între anii 1842 - 1846. În 1902, după reparații radicale, biserica a fost pictată din nou de pictorul Gheorghe Ioanid.
Biserica Sfinții Apostoli Petru și Pavel din Alexandria, construită între anii 1842 - 1845 a fost refăcută între anii 1902 - 1904. Cu această ocazie, Gheorghe Ioanid a pictat biserica.
În 1908, Gheorghe Ioanid a repictat icoanele catapeteasmei bisericii Sf. Nicolae din Alexandria.
În 1926, când s-au făcut reparații capitale la biserica Sfântul Alexe din București, Calea Șerban Vodă nr. 123, a fost restaurată și pictura interioară, realizată în stil renascentist de pictorul Gheorghe Ioanid.